# Lijst van voetbalinterlands Engeland - Finland
Deze lijst van voetbalinterlands is een overzicht van alle officiële voetbalwedstrijden tussen de nationale teams van Engeland en Finland. De landen speelden tot op heden dertien keer tegen elkaar. De eerste ontmoeting, een vriendschappelijke wedstrijd, werd gespeeld in Helsinki op 20 mei 1937. De laatste confrontatie, een groepswedstrijd tijdens de UEFA Nations League 2024/25, vond plaats op 13 oktober 2024 in de Finse hoofdstad.

## Wedstrijden
| №  | Plaats    | Datum             | Competitie                  | Wedstrijd          | Uitslag |
| -- | --------- | ----------------- | --------------------------- | ------------------ | ------- |
| 1  | Helsinki  | 20 mei 1937       | Vriendschappelijk           | Finland – Engeland | 0 – 8   |
| 2  | Helsinki  | 20 mei 1956       | Vriendschappelijk           | Finland – Engeland | 1 – 5   |
| 3  | Helsinki  | 26 juni 1966      | Vriendschappelijk           | Finland – Engeland | 0 – 3   |
| 4  | Helsinki  | 13 juni 1976      | WK 1978 kwalificatie        | Finland – Engeland | 1 – 4   |
| 5  | Londen    | 13 oktober 1976   | WK 1978 kwalificatie        | Engeland – Finland | 2 – 1   |
| 6  | Helsinki  | 3 juni 1982       | Vriendschappelijk           | Finland – Engeland | 1 – 4   |
| 7  | Londen    | 17 oktober 1984   | WK 1986 kwalificatie        | Engeland – Finland | 5 – 0   |
| 8  | Helsinki  | 22 mei 1985       | WK 1986 kwalificatie        | Finland – Engeland | 1 – 1   |
| 9  | Helsinki  | 6 juni 1992       | Vriendschappelijk           | Finland – Engeland | 1 – 2   |
| 10 | Helsinki  | 11 oktober 2000   | WK 2002 kwalificatie        | Finland – Engeland | 0 – 0   |
| 11 | Liverpool | 24 maart 2001     | WK 2002 kwalificatie        | Engeland – Finland | 2 – 1   |
| 12 | Londen    | 10 september 2024 | UEFA Nations League 2024/25 | Engeland – Finland | 2 − 0   |
| 13 | Helsinki  | 13 oktober 2024   | UEFA Nations League 2024/25 | Finland – Engeland | 1 − 3   |

## Samenvatting
| Competitie          | Totaal gespeeld | Winst Engeland | Gelijk | Winst Finland | Doelsaldo Engeland – Finland |
| ------------------- | --------------- | -------------- | ------ | ------------- | ---------------------------- |
| WK-kwalificatie     | 6               | 4              | 2      | 0             | 14 − 4                       |
| UEFA Nations League | 2               | 2              | 0      | 0             | 5 − 1                        |
| Vriendschappelijk   | 5               | 5              | 0      | 0             | 22 − 3                       |
| Totaal              | 13              | 11             | 2      | 0             | 41 − 8                       |

Wedstrijden bepaald door strafschoppen worden, in lijn met de FIFA, als een gelijkspel gerekend.

## Details

### Eerste ontmoeting
| Vriendschappelijk (Helsinki, Finland, 20 mei 1937): |       | |
| Finland                                             | 0 – 8 | Engeland |
|                                                     | goals | 6' Alf Kirchen 27' Joseph Payne 36' Frederick Steele 44' Joe Johnson 52' Frederick Steele 56' Joseph Payne 75' Charles Willingham 87' Jackie Robinson |
| - Debuut van Armas Pyy (HJK Helsinki) voor Finland. |       | |

### Tweede ontmoeting
| Vriendschappelijk (Helsinki, Finland, 20 mei 1956):  |       | |
| Finland                                              | 1 – 5 | Engeland                                                                                             |
| Olli Forsgren 42'                                    | goals | 20' Dennis Wilshaw 22' John Haynes 29' Gordon Astall 63' Nathaniel Lofthouse 82' Nathaniel Lofthouse |
| - Debuut van Keijo Hurri (KuPS Kuopio) voor Finland. |       | |

### Derde ontmoeting
| Vriendschappelijk (Helsinki, Finland, 26 juni 1966):                                                           |       |                                                    |
| Finland | 0 – 3 | Engeland                                           |
| | goals | 42' Martin Peters 44' Roger Hunt 89' Jack Charlton |
| - Debuut van Rainer Aho (TPS Turku), Seppo Kilponen (OPS Oulu) en Markku Hyvärinen (KuPS Kuopio) voor Finland. |       |                                                    |

### Vierde ontmoeting
| WK-kwalificatie (Helsinki, Finland, 13 juni 1976): |              | |
| Finland | 1 – 4        | Engeland |
| Matti Paatelainen 27' | goals        | 13' Stuart Pearson 30' Kevin Keegan 58' Michael Channon 60' Kevin Keegan                                                                                 |
| Aulis Rytkönen | bondscoach   | Don Revie |
| Göran Enckelman Erkki Vihtilä Ari Mäkynen Arto Tolsa Esko Ranta Pertti Jantunen Juoka Suomalainen 65' Esa Heiskainen Olavi Rissanen Ari Heiskanen Matti Paatelainen | opstellingen | Ray Clemence Colin Todd Michael Mills Phil Thompson Paul Madeley Trevor Cherry Kevin Keegan Michael Channon Stuart Pearson Trevor Brooking Gerry Francis |
| Seppo Pyykkö 65' | wissels      | |
| Olavi Rissanen 20' Esa Heiskainen 61' | gele kaarten | 71' Trevor Cherry |
| - Debuut van Seppo Pyykkö (OPS Oulu) voor Finland. |              | |

### Vijfde ontmoeting
| WK-kwalificatie (Londen, Verenigd Koninkrijk, 13 oktober 1976):                                                                                               |              | |
| Engeland | 2 – 1        | Finland |
| Dennis Tueart 4' Joe Royle 51' | goals        | 48' Jyrki Nieminen |
| Don Revie | bondscoach   | Aulis Rytkönen |
| Ray Clemence Colin Todd Phil Thompson Brian Greenhoff Thomas Beattie Ray Wilkins Trevor Brooking 75' Kevin Keegan Michael Channon Joe Royle Dennis Tueart 75' | opstellingen | Göran Enckelman Teppo Heikkinen Ari Mäkynen Erkki Vihtilä Esko Ranta 61' Pertti Jantunen 67' Juoka Suomalainen Mikka Toivola Jyrki Nieminen Ari Heiskanen Matti Paatelainen |
| Mick Mills 75' Gordon Hill 75' | wissels      | 61' Esa Heiskainen 67' Seppo Pyykkö |
| Ray Clemence 44' | gele kaarten | 29' Matti Paatelainen |

### Zesde ontmoeting
| Vriendschappelijk (Helsinki, Finland, 3 juni 1982): |       |                                                                     |
| Finland                                             | 1 – 4 | Engeland                                                            |
| Kai Haaskivi 83' (pen.)                             | goals | 14' Paul Mariner 27' Bryan Robson 58' Bryan Robson 61' Paul Mariner |

### Zevende ontmoeting
| WK-kwalificatie (Londen, Verenigd Koninkrijk, 17 oktober 1984):                       |       |         |
| Engeland                                                                              | 5 – 0 | Finland |
| Mark Hateley 29' Tony Woodcock 40' Mark Hateley 49' Bryan Robson 71' Kenny Sansom 85' | goals |         |
| - Debuut van Gary Andrew Stevens (Tottenham Hotspur) voor Engeland.                   |       |         |

### Achtste ontmoeting
| WK-kwalificatie (Helsinki, Finland, 22 mei 1985): |       |                  |
| Finland                                           | 1 – 1 | Engeland         |
| Jari Rantanen 5'                                  | goals | 50' Mark Hateley |

### Negende ontmoeting
| Vriendschappelijk (Helsinki, Finland, 6 juni 1992): |       |                                 |
| Finland                                             | 1 – 2 | Engeland                        |
| Ari Hjelm 27' (pen.)                                | goals | 45' David Platt 62' David Platt |

### Tiende ontmoeting
| WK-kwalificatie (Helsinki, Finland, 11 oktober 2000): |       |          |
| Finland                                               | 0 – 0 | Engeland |
|                                                       | goals |          |

### Elfde ontmoeting
| WK-kwalificatie (Liverpool, Engeland, 24 maart 2001): |              | |
| Engeland | 2 – 1        | Finland |
| Michael Owen 44' David Beckham 50' | goals        | 26' Aki Riihilahti |
| Sven-Göran Eriksson | bondscoach   | Antti Muurinen |
| David Seaman Gary Neville Rio Ferdinand Sol Campbell Chris Powell Steven Gerrard David Beckham Paul Scholes Steve McManaman 72' Andy Cole 82' Michael Owen 90' | opstellingen | Antti Niemi Petri Pasanen 89' Harri Ylönen Sami Hyypiä Hannu Tihinen 63' Mika Nurmela Aki Riihilahti Jari Litmanen 63' Joonas Kolkka Jarkko Wiss Jonatan Johansson |
| Emile Heskey 72' Robbie Fowler 82' Nicky Butt 90' | wissels      | 63' Mikael Forssell 63' Shefki Kuqi 89' Petri Helin |
| Paul Scholes 64' Steve McManaman 68' | gele kaarten | 18' Mika Nurmela 75' Sami Hyypiä 78' Jarkko Wiss 83' Petri Pasanen                                                                                                 |

FA · A-internationals · Selecties · Bondscoaches · Engels vrouwenelftal · Brits olympisch elftal · Engeland -21 · Engeland -20 · Engeland -19 · Engeland -18 · Engeland -17 · Engeland -16 · Vrouwen -17
1872 – 1899 ·
1900 – 1919 ·
1920 – 1929 ·
1930 – 1939 ·
1940 – 1949 ·
1950 – 1959 ·
1960 – 1969 ·
1970 – 1979 ·
1980 – 1989 ·
1990 – 1999 ·
2000 – 2009 ·
2010 – 2019 ·
2020 − 2029
EK's: 1968 ·
1980 ·
1988 ·
1992 ·
1996 ·
2000 ·
2004 ·
2012 · 
2016 · 
2020 · 
2024
WK's: 1950 ·
1954 ·
1958 ·
1962 ·
1966 ·
1970 ·
1982 ·
1986 ·
1990 ·
1998 ·
2002 ·
2006 ·
2010 ·
2014 ·
2018 · 
2022
Albanië ·
Algerije ·
Andorra ·
Argentinië ·
Australië ·
Azerbeidzjan ·
België ·
Bosnië en Herzegovina ·
Brazilië ·
Bulgarije ·
Canada ·
Chili ·
China ·
Colombia ·
Costa Rica ·
Cyprus ·
Denemarken ·
DDR · 
Duitsland ·
Ecuador ·
Egypte ·
Estland ·
Finland ·
Frankrijk ·
Georgië ·
Ghana ·
GOS ·
Griekenland ·
Honduras ·
Hongarije ·
Ierland ·
IJsland · 
Iran ·
Israël ·
Italië ·
Ivoorkust ·
Jamaica ·
Japan ·
Joegoslavië ·
Kameroen ·
Kazachstan ·
Koeweit ·
Kosovo ·
Kroatië ·
Liechtenstein ·
Litouwen ·
Luxemburg ·
Maleisië ·
Malta ·
Marokko ·
Mexico ·
Moldavië ·
Montenegro ·
Nederland ·
Nieuw-Zeeland ·
Nigeria ·
Noord-Ierland ·
Noord-Macedonië ·
Noorwegen ·
Oekraïne ·
Oostenrijk ·
Panama · 
Paraguay ·
Peru · 
Polen ·
Portugal ·
Roemenië ·
Rusland ·
San Marino · 
Saoedi-Arabië ·
Schotland ·
Senegal ·
Servië ·
Servië en Montenegro · 
Slovenië ·
Slowakije ·
Sovjet-Unie ·
Spanje ·
Trinidad en Tobago ·
Tsjechië ·
Tsjecho-Slowakije ·
Tunesië ·
Turkije ·
Uruguay ·
Verenigde Staten ·
Wales ·
Wit-Rusland ·
Zuid-Afrika ·
Zuid-Korea ·
Zweden ·
Zwitserland
Algerije (2010) · 
Argentinië (1986) · 
Argentinië (1998) · 
Argentinië (2002) · 
België (1990) · 
België (2018, 1) · 
België (2018, 2) · 
Brazilië (2002) · 
Colombia (1998) ·
Colombia (2018) ·
Costa Rica (2014) ·
Denemarken (2002) ·
Denemarken (2021) · 
Duitsland (2000) ·
Duitsland (2010) ·
Duitsland (2021) ·
Ecuador (2006) ·
Egypte (1990) ·
Frankrijk (1982) ·
Frankrijk (2012) ·
Frankrijk (2022) ·
Ierland (1990) · 
IJsland (2016) ·
Italië (1990) · 
Italië (2012) · 
Italië (2014) · 
Italië (2021) · 
Kameroen (1990) · 
Koeweit (1982) · 
Kroatië (2018) ·
Kroatië (2021) · 
Marokko (1986) · 
Nederland (1990) · 
Nigeria (2002) · 
Oekraïne (2012) · 
Oekraïne (2021) ·
Panama (2018) · 
Paraguay (1986) · 
Paraguay (2006) · 
Polen (1986) · 
Portugal (1986) · 
Portugal (2000) · 
Portugal (2006) · 
Roemenië (1998) ·
Roemenië (2000) ·
Rusland (2016) ·
Schotland (2021) ·
Senegal (2022) ·
Slovenië (2010) ·
Slowakije (2016) ·
Spanje (1982) ·
Spanje (2024) ·
Trinidad en Tobago (2006) ·
Tsjechië (2021) ·
Tsjecho-Slowakije (1982) ·
Tunesië (1998) ·
Tunesië (2018) ·
Uruguay (2014) ·
Verenigde Staten (2010) ·
Wales (2016) · 
West-Duitsland (1966) ·
West-Duitsland (1982) ·
West-Duitsland (1990) ·
Zweden (2002) ·
Zweden (2006) · 
Zweden (2012)
Finse voetbalbond · A-internationals · Bondscoaches · Statistieken · Fins vrouwenelftal · Olympisch elftal · Finland U21 · Finland U20 · Finland U19 · Finland U18 · Finland U17 · Finland U16
1911 – 1919 ·
1920 – 1929 ·
1930 – 1939 ·
1940 – 1949 ·
1950 – 1959 ·
1960 – 1969 ·
1970 – 1979 ·
1980 – 1989 ·
1990 – 1999 ·
2000 – 2009 ·
2010 – 2019 ·
2020 − 2029
EK 2020
OS 1912 ·
OS 1936 ·
OS 1952 ·
OS 1980
1911 · 
1912 · 
1913 · 
1914 · 
1915 · 1916 · 1917 · 1918 · 
1919 · 
1920 · 
1921 · 
1922 · 
1923 · 
1924 · 
1925 · 
1926 · 
1927 · 
1928 · 
1929 · 
1930 · 
1931 · 
1932 · 
1933 · 
1934 · 
1935 · 
1936 · 
1937 · 
1938 · 
1939 · 
1940 · 
1941 · 
1942 · 
1943 · 
1944 · 
1945 · 
1946 · 
1947 · 
1948 · 
1949 · 
1950 · 
1952 · 
1952 · 
1953 · 
1954 · 
1955 · 
1956 · 
1957 · 
1958 · 
1959 · 
1960 · 
1961 · 
1962 · 
1963 · 
1964 · 
1965 · 
1966 · 
1967 · 
1968 · 
1969 · 
1970 · 
1971 · 
1972 · 
1973 · 
1974 · 
1975 · 
1976 · 
1977 · 
1978 · 
1979 · 
1980 · 
1981 · 
1982 · 
1983 · 
1984 · 
1985 · 
1986 · 
1987 · 
1988 · 
1989 · 
1990 · 
1991 · 
1992 · 
1993 · 
1994 · 
1995 · 
1996 · 
1997 · 
1998 · 
1999 · 
2000 · 
2001 · 
2002 · 
2003 · 
2004 · 
2005 · 
2006 · 
2007 · 
2008 · 
2009 · 
2010 · 
2011 · 
2012 · 
2013 · 
2014 · 
2015 · 
2016 · 
2017 · 
2018 ·
2019 ·
2020
Albanië ·
Algerije ·
Andorra ·
Armenië ·
Azerbeidzjan ·
Bahrein ·
Barbados ·
België ·
Bermuda ·
Bolivia ·
Bosnië en Herzegovina ·
Brazilië ·
Bulgarije ·
Canada ·
Chili ·
China ·
Colombia ·
Costa Rica ·
Cyprus ·
Denemarken ·
DDR ·
(West-)Duitsland ·
Ecuador ·
Egypte ·
Engeland ·
Estland ·
Faeröer ·
Frankrijk ·
Georgië ·
Griekenland ·
Honduras ·
Hongarije ·
Ierland ·
IJsland ·
India ·
Irak ·
Israël ·
Italië ·
Japan ·
Jemen ·
Joegoslavië ·
Jordanië ·
Kameroen ·
Kazachstan ·
Koeweit ·
Kosovo ·
Kroatië ·
Letland ·
Liechtenstein ·
Litouwen ·
Luxemburg ·
Maleisië ·
Malta ·
Marokko ·
Mexico ·
Moldavië ·
Montenegro ·
Nederland ·
Noord-Ierland ·
Noord-Korea ·
Noord-Macedonië ·
Noorwegen ·
Oekraïne · 
Oman ·
Oostenrijk ·
Peru ·
Polen ·
Portugal ·
Qatar ·
Roemenië ·
Rusland ·
San Marino ·
Saoedi-Arabië ·
Schotland ·
Servië ·
Servië en Montenegro ·
Singapore ·
Slovenië ·
Slowakije ·
Sovjet-Unie ·
Spanje ·
Thailand ·
Trinidad en Tobago ·
Tsjechië ·
Tsjecho-Slowakije ·
Tunesië ·
Turkije ·
Uruguay ·
Verenigde Arabische Emiraten ·
Verenigde Staten ·
Wales ·
Wit-Rusland ·
Zuid-Korea ·
Zweden ·
Zwitserland
België (2021) · 
Denemarken (2021) · 
Rusland (2021)